# General Pico
General Pico è la seconda città per numero d'abitanti della provincia argentina di La Pampa. È capoluogo del dipartimento di Maracó.

## Geografia
General Pico è situata nella regione naturale della pampa, a 137 km a nord-est del capoluogo provinciale Santa Rosa.

## Storia
General Pico è stata fondata l'11 novembre 1905 da Eduardo de Chapeaurouge. È stata intitolata al generale Eduardo Guastavo Pico, primo governatore del territorio federale di La Pampa.

## Cultura

### Istruzione

#### Musei
- Museo Regionale Maracó

## Infrastrutture e trasporti
General Pico è dotata di un aeroporto da cui partono voli interni.